# ミラクルアドマイヤ
ミラクルアドマイヤ（欧字名:Miracle Admire、1995年3月3日 - 不明）は、日本の競走馬、種牡馬。

## 経歴

### 現役時代
中央競馬で競走生活を送る。1998年3月の未勝利戦で初勝利を挙げるが、その後は脚部不安のためわずか2戦で引退。通算成績は3戦1勝と凡庸の域を出るものではないが、父が名種牡馬トニービン、母が東京優駿の勝ち馬フサイチコンコルドを出したバレークイーンという血統の良さを評価されて種牡馬となった。この時、自家用の種牡馬にすることを馬主である近藤利一の妻・近藤英子が提案、利一は反対したが、英子は「私が自分の繁殖に付ける」と宣言し、種牡馬入りの話を決めた。

## 競走成績
以下の内容は、netkeiba.comおよびJBISサーチに基づく。
| 年月日     | 競馬場 | 競走名       | 格 | 距離（馬場）  | 頭数 | 枠番 | 馬番 | オッズ（人気） | 着順 | タイム（上り3F） | 着差 | 騎手 | 斤量（kg） | 勝ち馬/（2着馬）   |
| ---------- | ------ | ------------ | -- | ------------- | ---- | ---- | ---- | -------------- | ---- | ---------------- | ---- | ---- | ---------- | ------------------ |
| 1998.03.28 | 阪神   | 4歳未出走    |    | 芝1600m（良） | 12   | 6    | 8    | 02.0（1人）    | 1着  | 1:38.4 (35.4)    | -0.2 | 武豊 | 55         | （マキハタリリー） |
| 1999.07.10 | 函館   | 4歳上500万下 |    | 芝1800m（良） | 13   | 3    | 3    | 03.0（1人）    | 5着  | 1:50.9 (36.2)    | -0.4 | 武豊 | 57         | リトルハーモニー   |
| 0000.08.22 | 札幌   | 4歳上500万下 |    | 芝2600m（良） | 14   | 8    | 14   | 04.3（2人）    | 13着 | 2:46.4 (38.7)    | -2.6 | 武豊 | 56         | エアウッズ         |

## 種牡馬時代
2000年から社台スタリオンステーション荻伏で繋養されたが、良血馬とはいえ当初の評価はそれほど高いものではなく、初年度こそ39頭の牝馬を集めたが年々種付け数は減少し、2003年の種付け数はわずか1頭のみである。だがその少ない産駒からカンパニーが2004年のクラシック路線に名乗りを上げ、この年ブリーダーズ・スタリオン・ステーションに移動、種付け数が171頭にまで激増した。
しかしその2005年度産駒からまったく活躍馬が出なかったため評価はふたたび急落、2007年種付けシーズン終了後の10月31日に日高軽種馬農協 (HBA) 門別種馬場に移動したが、2008年の種付け数は10頭にとどまりシーズン終了後に種牡馬を引退。ブリーダーズ・スタリオン・ステーションからノーザンホースパークへ移動し、去勢され乗馬として繋養されたが、2009年8月に退厩し廃用となった。その後に産駒のカンパニーがGIを連勝し、引退後は種牡馬として後継となったが、ミラクルアドマイヤ自身の以後の処遇は明らかになっておらず、余生を送れず廃用になった理由も不明である。

### 主な産駒
- 2001年産
  - カンパニー（天皇賞（秋）、マイルチャンピオンシップ、中山記念2回、毎日王冠、大阪杯、マイラーズカップ、京阪杯、関屋記念）
  - エフケーアニカ（ビューティフルトロフィー、奥利根賞）
- 2005年産
  - マダムブランシェ（白毛馬）
- 2006年産
  - シンワコウジ（尾張名古屋杯（春）、名港盃）

## 血統表
| ミラクルアドマイヤの血統（グレイソヴリン系 / 5代までアウトクロス） | ミラクルアドマイヤの血統（グレイソヴリン系 / 5代までアウトクロス） | ミラクルアドマイヤの血統（グレイソヴリン系 / 5代までアウトクロス） | （血統表の出典）      | （血統表の出典）      |
| 父 *トニービン Tony Bin 1983 鹿毛                                  | 父の父*カンパラ Kampala 1976 黒鹿毛                                | Kalamoun                                                           | *ゼダーン             | *ゼダーン             |
| 父 *トニービン Tony Bin 1983 鹿毛                                  | 父の父*カンパラ Kampala 1976 黒鹿毛                                | Kalamoun                                                           | Khairunissa           |                       |
| 父 *トニービン Tony Bin 1983 鹿毛                                  | 父の父*カンパラ Kampala 1976 黒鹿毛                                | State Pension                                                      | *オンリーフォアライフ | *オンリーフォアライフ |
| 父 *トニービン Tony Bin 1983 鹿毛                                  | 父の父*カンパラ Kampala 1976 黒鹿毛                                | State Pension                                                      | Lorelei               |                       |
| 父 *トニービン Tony Bin 1983 鹿毛                                  | 父の母Severn Bridge 1965 栗毛                                      | Hornbeam                                                           | Hyperion              | Hyperion              |
| 父 *トニービン Tony Bin 1983 鹿毛                                  | 父の母Severn Bridge 1965 栗毛                                      | Hornbeam                                                           | Thicket               |                       |
| 父 *トニービン Tony Bin 1983 鹿毛                                  | 父の母Severn Bridge 1965 栗毛                                      | Priddy Fair                                                        | Preciptic             | Preciptic             |
| 父 *トニービン Tony Bin 1983 鹿毛                                  | 父の母Severn Bridge 1965 栗毛                                      | Priddy Fair                                                        | Campanette            |                       |
| 母 *バレークイーン Ballet Queen 1988 鹿毛                          | 母の父Sadler's Wells 1981 鹿毛                                     | Northern Dancer                                                    | Nearctic              | Nearctic              |
| 母 *バレークイーン Ballet Queen 1988 鹿毛                          | 母の父Sadler's Wells 1981 鹿毛                                     | Northern Dancer                                                    | Natalma               |                       |
| 母 *バレークイーン Ballet Queen 1988 鹿毛                          | 母の父Sadler's Wells 1981 鹿毛                                     | Fairy Bridge                                                       | Bold Reason           | Bold Reason           |
| 母 *バレークイーン Ballet Queen 1988 鹿毛                          | 母の父Sadler's Wells 1981 鹿毛                                     | Fairy Bridge                                                       | Special               |                       |
| 母 *バレークイーン Ballet Queen 1988 鹿毛                          | 母の母Sun Princess 1980 鹿毛                                       | *イングリッシュプリンス English Prince                             | Petingo               | Petingo               |
| 母 *バレークイーン Ballet Queen 1988 鹿毛                          | 母の母Sun Princess 1980 鹿毛                                       | *イングリッシュプリンス English Prince                             | English Miss          |                       |
| 母 *バレークイーン Ballet Queen 1988 鹿毛                          | 母の母Sun Princess 1980 鹿毛                                       | Sunny Valley                                                       | Val de Loir           | Val de Loir           |
| 母 *バレークイーン Ballet Queen 1988 鹿毛                          | 母の母Sun Princess 1980 鹿毛                                       | Sunny Valley                                                       | Sunland F-No.1-l      |                       |

- 半兄 フサイチコンコルド（父カーリアン）は日本ダービー優勝馬。
- 全姉グレースアドマイヤ（父トニービン）は府中牝馬ステークス2着。
  - その産駒（本馬の甥にあたる）に、リンカーン（いずれもGIIの阪神大賞典、京都大賞典、日経賞優勝馬）やヴィクトリー（GI皐月賞優勝馬）。
- 半弟ボーンキング（父サンデーサイレンス）は京成杯優勝馬。
- 半弟アンライバルド（父ネオユニヴァース）は皐月賞優勝馬。
- 曾祖母Sunny Valleyの産駒にサドラーズホール（イギリスG1コロネーションカップ優勝馬、種牡馬）がいるほか、子孫に以下の馬がいる。
  - エリンバード（1994年にフランスG2オペラ賞で1位入線も、5着に降着。のちに、日本に輸入され繁殖牝馬となった）
  - アドマイヤラピス（牝馬ながらステイヤーズステークス2着）
  - アドマイヤホープ（牡馬、アドマイヤラピス産駒、全日本2歳優駿・北海道2歳優駿優勝馬）
  - アドマイヤフジ（牡馬、アドマイヤラピス産駒、GII日経新春杯・GIII中山金杯優勝馬）